# Druhá vláda Gustava Stresemanna
Druhá vláda Gustava Stresemanna byla vláda Německé říše v období Výmarské republiky působící od 6. října do 30. listopadu 1923.
Vláda měla 12 členů a tvořila ji koalice Německé lidové strany (DVP), Sociálnědemokratické strany Německa (SPD), Centra a Německé demokratické strany (DDP). Kabinet měl ve sněmu většinu 270 z celkových 459 křesel. Portfeje byly rozděleny v poměru 1:3:3:2 a ve vládě byli tři nestraníci. Vláda resignovala nedlouho poté, co ji opustili na protest proti potlačení levicových nepokojů v Sasku zástupci SPD.

## Sestavování vlády
První kabinet kancléře Stresemanna rezignoval po vnitřních neshodách ohledně rozsahu zmocňovacího zákona, který mu měl dát zvláštní pravomoci v boji s hyperinflací. Složit jinou životaschopnou koalici než SPD s Centrem, DVP a DDP se ale ukázalo jako nemožné, tak kancléř Stresemann představil dne 6. října 1923 pouze mírně obměněný kabinet. Z vlády vypadl Hans Raumer (ministr hospodářství), který resignoval ještě před demisí vlády, a Rudolf Hilferding (ministr financí), kterého nechtěli v nové vládě lidovci. Ministerstvo financí přebral nestraník Hans Luther, který v předchozí vládě zastával pozici ministra zemědělství, a na ministerstvo hospodářství byl dosazen nestraník Joseph Koeth. Lidovci měli ve vládě pouze jednoho zástupce, kancléře Stresemanna, na druhou stranu nový ministr zemědělství Gerhard von Kanitz měl k politice DVP velice blízko.

## Politika vlády

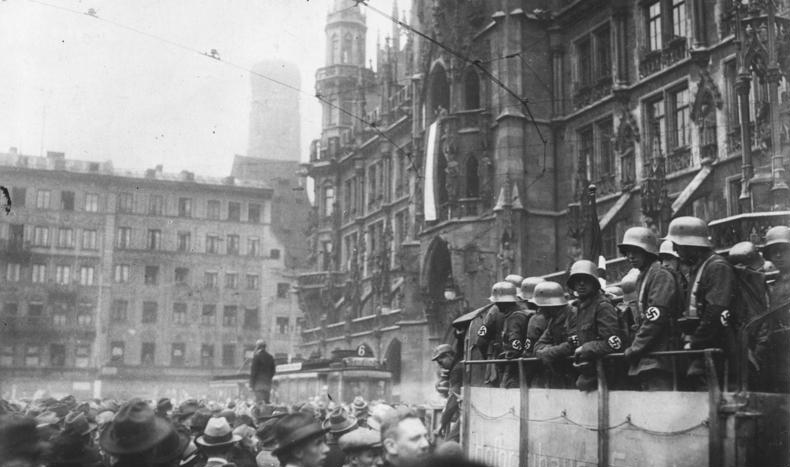
Nacističtí pučisté na Marienplatz v Mnichově

Zmocňovací zákon byl schválen 13. října 1923 a vláda okamžitě provedla potřebné reformy. Dosavadní papírová marka byla nahrazena 15. října 1923 rentovou markou v poměru jeden bilión papírových marek za jednu rentovou. Jelikož nebyl dostatek zlata na krytí nové měny, byla kryta průmyslovým a zemědělským pozemkovým vlastnictvím. Směnný kurz byl svázaný s dolarem na 4,2 biliónu papírových marek. Pasivní odpor vůči okupantův Porúří byl oficiálně odvolán a výroba opět pozvolně naběhla.
Vláda se musela vypořádat s celou řadou pokusů o narušení integrity německého území. Francouzská okupační správa začala podporovat různé separatistické skupiny v Porýní. Výsledkem byly pokusy o odtržení částí Německa a vzniku francouzských protektorátů (více: Rýnská republika a Falcká republika). Oba nakonec skončily nezdarem, jelikož se k separatistům nepřidalo většinové obyvatelstvo. V Sasku a Durynsku zatím došlo ke sblížení místních sociálních demokratů s komunisty a vytvoření společných polovojenských jednotek. Cílem místních komunistických představitelů se stalo vyvolání třídní revoluce jako v Rusku a svržení centrální vlády. Povstání ale bylo zadušeno ještě před samotným vypuknutím. Prezident Ebert využil tzv. Reichsexekutionen, který ho opravňoval podle 48. článku ústavy povolat proti rebelujícím německým státům armádu. Došlo ke svržení místních vlád a rozpuštění polovojenských jednotek (více: Německý říjen). V Bavorsku odmítla místní krajně pravicová vláda uznat Stresemannovu vládu a Gustav von Kahr se stal státním generálním komisařem a tedy neomezeným vládcem. V listopadu 1923 nechal Kahr pomocí pořádkových služeb rozehnat v Mnichově pokus o nacistický Pivní puč, kdy poprvé o sobě dal výrazněji vědět Adolf Hitler.

## Konec vlády
Zástupci sociálních demokratů na protest proti zatýkání jejich spolustraníků v Sasku odešli 3. listopadu 1923 z vlády. SPD se ale rozhodla dále podporovat Stresemannův kabinet, a to zejména kvůli vzniku krajně pravicové vlády v Bavorsku. Ministrem vnitra se stal lidovec Jarres. Zbytek postů po sociálních demokratech zůstal neobsazený. Doba vlády byla omezena pouze do dalšího zasedání sněmu. Během něho 23. listopadu 1923 nebyla vládě vyslovena důvěra (231 ku 151). Ačkoliv podle tehdejších zákonů nebyla nedůvěra vlády automaticky spojená s její demisí, kancléř respektoval realitu a demisi podal (po pouhých 55 dnech vlády). Kabinet zůstal v úřadu do 30. listopadu, kdy přebral vládu kabinet kancléře Marxe z Centra.

## Seznam členů vlády

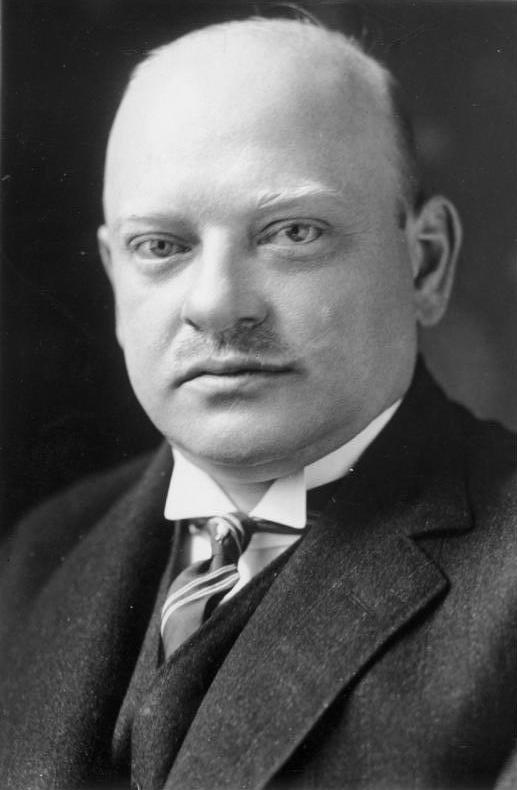
Kancléř Gustav Stresemann

Post vicekancléře nebyl obsazen.
| Portfej              | Ministr            | Strana | Strana      | Nástup do úřadu    | Odchod z úřadu     |
| -------------------- | ------------------ | ------ | ----------- | ------------------ | ------------------ |
| říšský kancléř       | Gustav Stresemann  |        | DVP         | 6. října 1923      | 30. listopadu 1923 |
| zahraničí            | Gustav Stresemann  |        | DVP         | 6. října 1923      | 30. listopadu 1923 |
| vnitro               | Wilhelm Sollmann   |        | SPD         | 6. října 1923      | 3. listopadu 1923  |
| vnitro               | Karl Jarres        |        | DVP         | 11. listopadu 1923 | 30. listopadu 1923 |
| finance              | Hans Luther        |        | bezpartijní | 6. října 1923      | 30. listopadu 1923 |
| hospodářství         | Joseph Koeth       |        | bezpartijní | 6. října 1923      | 30. listopadu 1923 |
| práce                | Heinrich Brauns    |        | Centrum     | 6. října 1923      | 30. listopadu 1923 |
| ozbrojené síly       | Otto Geßler        |        | DDP         | 6. října 1923      | 30. listopadu 1923 |
| justice              | Gustav Radbruch    |        | SPD         | 6. října 1923      | 3. listopadu 1923  |
| výživa a zemědělství | Gerhard von Kanitz |        | bezpartijní | 22. října 1923     | 30. listopadu 1923 |
| znovuobnova          | Robert Schmidt     |        | SPD         | 6. října 1923      | 3. listopadu 1923  |
| okupované oblasti    | Johannes Fuchs     |        | Centrum     | 6. října 1923      | 30. listopadu 1923 |
| pošty                | Anton Höfle        |        | Centrum     | 6. října 1923      | 30. listopadu 1923 |
| doprava              | Rudolf Oeser       |        | DDP         | 6. října 1923      | 30. listopadu 1923 |